# 杜韋·基爾
杜韋·迪雲·保迪·基爾（英語：Dwight Devon Boyd Gayle，1989年10月17日—），是一名英格蘭職業足球員，司職前鋒。基爾在阿仙奴青訓學院展開職業生涯，但在年少時已被放走至史坦史迪足球會。其後加入比索史達福特、杜根咸及彼德堡，後來在水晶宫成名。